# علي ونينو
علي ونينو هي رواية عن قصة حب بين صبي أذربيجاني مسلم وفتاة جورجية مسيحية في باكو في السنوات 1918-1920. وهي تستجلي المعضلات التي صنعها الحكم الأوروبي على مجتمع شرقي وتقدم صورة حية لمدينة باكو عاصمة أذربيجان خلال فترة جمهورية أذربيجان الديمقراطية التي سبقت فترة حكم الاتحاد السوفيتي الطويلة. تم نشرها تحت اسم مستعار للكاتب قربان سعيد. وقد نشرت الرواية في أكثر من 30 لغة. تم نشر الكتاب للمرة الأولى في فيينا باللغة الألمانية سنة 1937.

## الحبكة
الكتاب هو سعي من أجل الحقيقة والمصالحة في عالم من المعتقدات والممارسات المتناقضة - الإسلام والمسيحية، الشرق والغرب، الشيخوخة والشباب، الذكور والإناث.
علي خان شيرفانشير، وهو سليل أسرة نبيلة مسلمة، تلقى تعليمه في مدرسة ثانوية روسية للبنين. في حين أن والده لا يزال ينتمي إلى الثقافة الآسيوية، يتعرف علي خان على القيم الغربية في المدرسة ومن خلال حبه للأميرة الجورجية نينو كيبياني التي تربت على التقاليد المسيحية وتنتمي أكثر إلى العالم الأوروبي.